# 泰恩茅斯城堡
55°01′03″N 1°25′08″W / 55.0175°N 1.4189°W

泰恩茅斯城堡（Tynemouth Castle）是英國的一座城堡，俯瞰泰恩茅斯碼頭。這座城堡還附帶有一座始建於7世紀的修道院。現在該城堡由英格蘭遺產管理。